# 影向のマツ

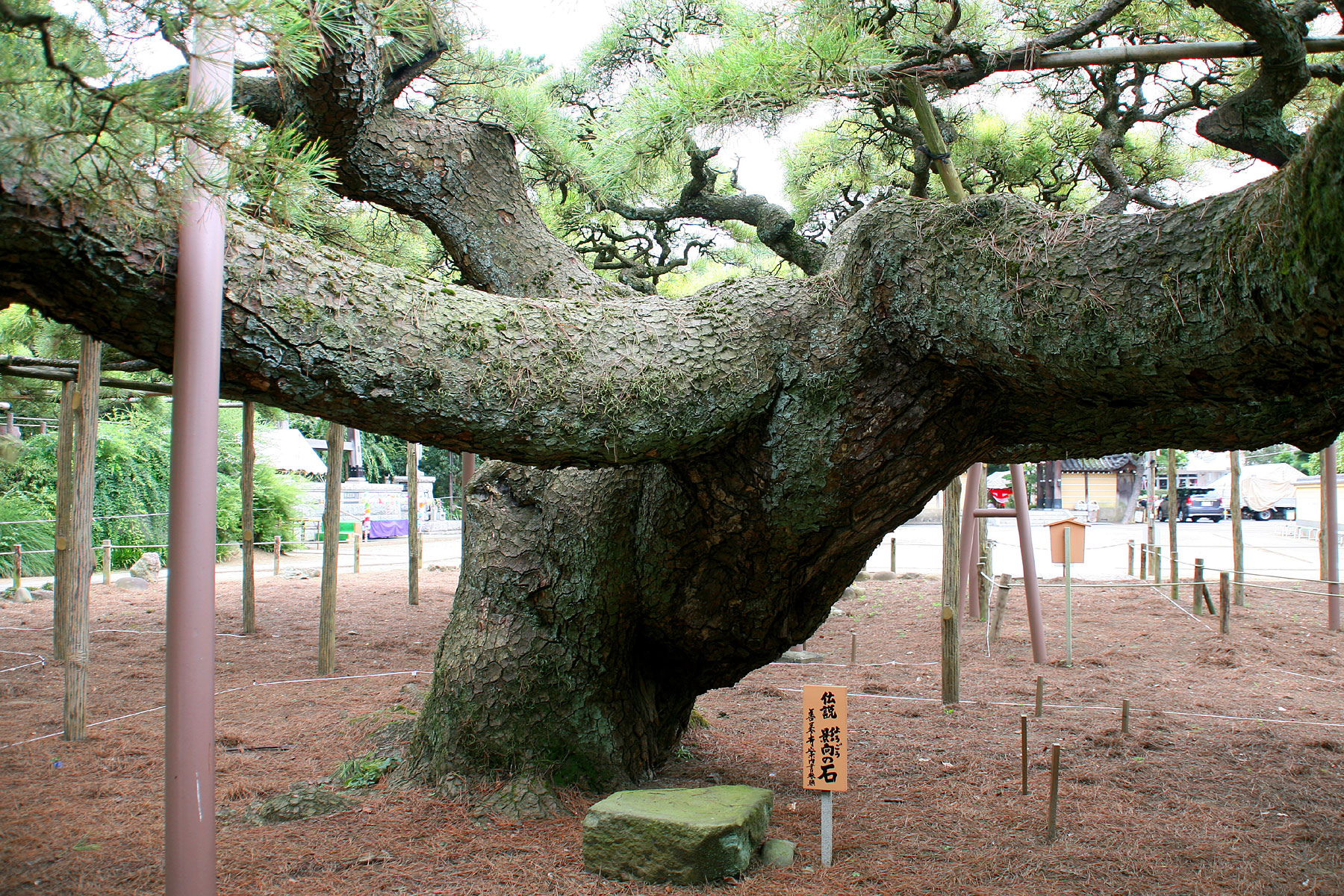
影向のマツ

影向のマツ（ようごうのマツ）は、東京都江戸川区東小岩の善養寺境内に生育しているクロマツの巨木である。樹齢は600年以上で繁茂面積は日本一といわれ、2011年9月21日に国の天然記念物の指定を受けた。正式指定名称は善養寺影向のマツ。香川県大川郡志度町（2002年4月1日に他の4町と合併してさぬき市となる）にあった岡野マツとの「日本一争い」でも知られている。

## 由来

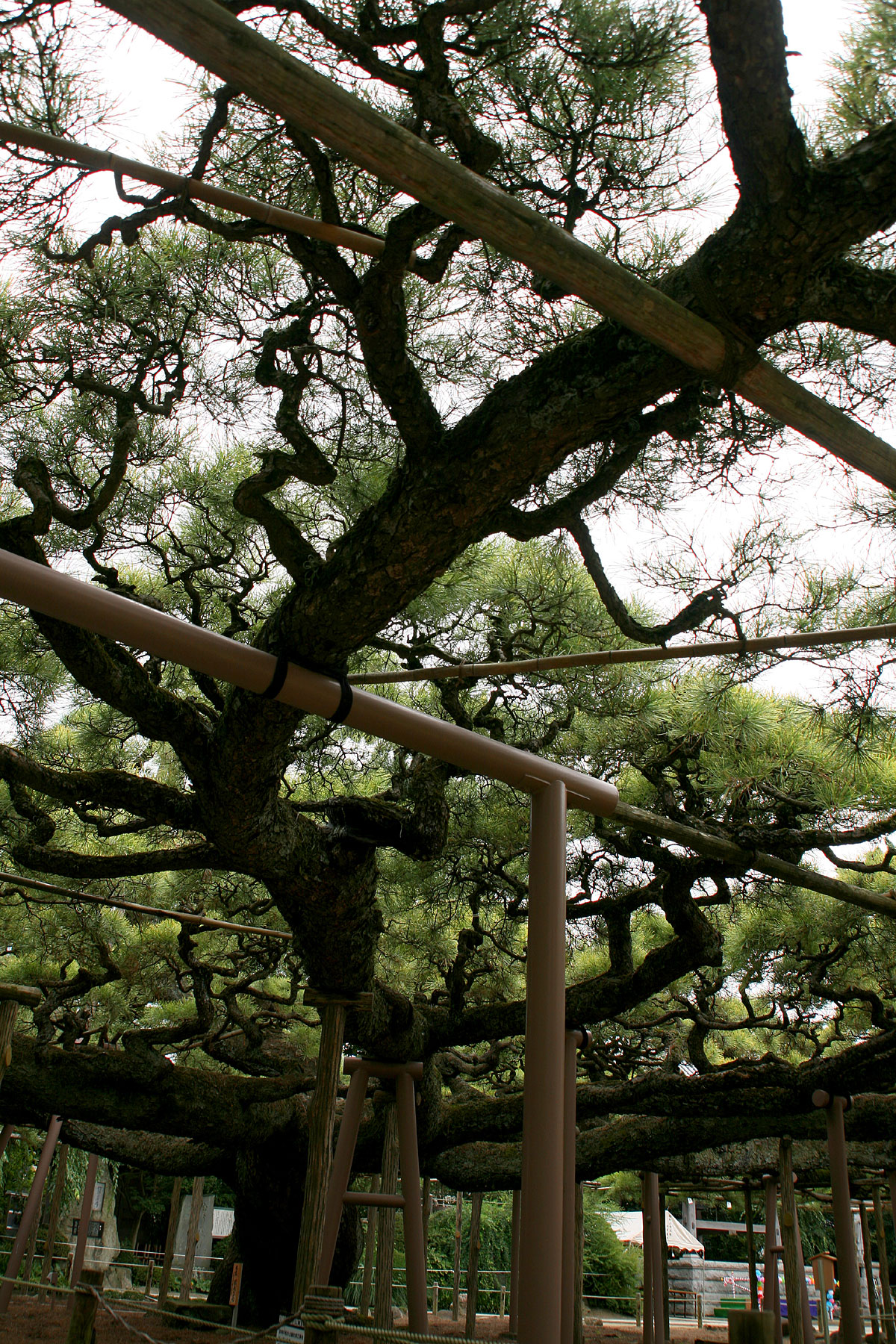
四方に成育する枝

真言宗豊山派に属する善養寺は室町時代（1500年頃）の創建と伝えられるが、このマツが植えられたのはそれ以前とされる。「影向」という言葉は、神仏がこの世に仮の姿をとって現れることを意味するが、誰がこのマツに名づけたのかは不明である。（本来の意味での「影向の松」は、奈良春日大社の参道脇に立つ樹木で、能舞台の鏡板に描かれている松である。但し春日の老松は枯死し後継樹が植えられている。）樹高は約8メートルほどだが、地上約2メートルのところで枝を四方に生育させ、82本の支柱がその重みを支えている。幹の太さは約4.5メートル、生育した枝の長さは東西方向約28メートル、南北方向約31メートルにも及び、繁茂面積は800平方メートル以上に達している。延享2年（1745年）に書かれた『星住山星精舎利記』には、善養寺の境内に「七尋五丈の老松」があると紹介されている。1940年までは、善養寺の仁王門左手に「星降りマツ」（ほしくだりマツ）というもう1本のマツがあった。樹高50メートルに達する星降りマツと、樹高は低いが繁茂面積の広い影向のマツは好一対として「鶴と亀」に例えられ、縁起のよいマツとして親しまれた。随筆家の大町桂月は、『東京遊行記』という紀行文の中でこの一対のマツの奇観を褒めたたえている。しかし、星降りマツの方は枯死し、その後2代目が植えられている。
600年以上の樹齢に加え、繁茂面積の広さと整った樹形で「日本で最も古いマツ」「日本一の名マツ」と長く名声を博し、1926年4月には東京都の天然記念物に指定された。しかし、1970年代後半になって「ライバル」の存在が判明した。善養寺の当時の住職が寺の門前に立てていた「日本一」という看板を偶然見かけたタクシーの運転手が、「私の出身地、香川県志度町にある『岡野マツ』こそ日本一です」と知らせてきた。その知らせを聞いた当時の住職は、岡野マツが生育する志度町の真覚寺へ出向いた。岡野マツは樹齢550年から600年といわれ、樹高は8メートル、枝張りは33メートルあった。住職が巻尺で実測してみたところ、わずか数センチメートルの差で岡野マツの枝ぶりの方が大きかった。繁茂面積は互角だったため、住職は「形の良さでは影向のマツが上」と自らに言い聞かせたという。
2本の名木をめぐる争いは、マスコミにも注目された。テレビの情報番組が影向のマツを「日本一」と紹介したことに対して真覚寺側が抗議し、善養寺側もラジオ番組に出演して「影向のマツこそ日本一」と訴えた。双方とも一歩も譲らず、論争は1年余りにわたって続いた。
この論争は、思わぬ形で1980年5月に決着を迎えた。善養寺で大相撲の行司の法要が執り行われた際、参列した志度町出身の行司と住職がマツをめぐって口論になってしまった。それを見かねた立行司の木村庄之助が仲裁に入った。庄之助は、「どちらも日本一につき、双方引き分け」と裁いた。同席した地元小岩出身で、当時日本相撲協会の理事長を務めていた春日野親方も「双方を東西の横綱に推挙する」と庄之助の裁きを後押しした。この「名裁き」により善養寺と真覚寺の争いは解決し、住職も庄之助の計らいに感謝した。翌年9月には、春日野親方から「日本名松番付横綱推挙状」のプレートが善養寺に贈呈され、マツの下に設置されている。
その後東西の横綱マツとして、影向のマツと岡野マツは名を連ねていたが、1993年5月20日、岡野マツは枯死してしまった。残された影向のマツも、1970年頃から葉の勢いに衰えが見られるようになっていた。秋に褐色となった葉が、冬に大半が落葉したため、土壌に養分を与えて樹勢を回復させたが、1980年代にまた病害に遭った。赤茶けた色の葉は「影向（ようごう）ではなく紅葉（こうよう）のマツ」と揶揄されるほどだった。
窮地に陥ったこの名木を救おうと、地元の人々が立ち上がった。2001年の調査で、近くにあった池の埋め立てによって水はけが悪くなって根が酸欠状態になったのが樹勢の衰えの原因と判明した。翌年から樹勢回復に取り組み、根を傷つけないように配慮した上で地表から約60センチメートルの深さまで土を入れ替え、水はけを良くするための地下水路も設置した。マツの保存委員会は土壌研究の専門家などを加えて、10年越しで開催され、2011年7月にすべての工事が完了した。
影向のマツは、1990年に開催された「国際花と緑の博覧会」に合わせて企画された「新日本名木100選」に選定された。2011年9月21日には、国の天然記念物にも指定されている。

## 所在地
- 江戸川区東小岩2丁目24番2号 善養寺境内

## 交通
- JR総武線・小岩駅から葛西・瑞江方面行乗車、「江戸川病院前」（小岩から4つ目）下車、徒歩200メートル。